# Abu Faradsch al-Libi

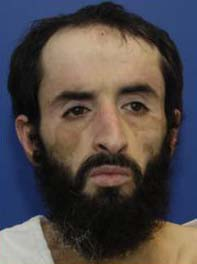
Abu Faradsch al-Libi

Abu Faradsch al-Libi (arabisch أبو فرج الليبي, DMG Abū Faraǧ al-Lībī), auch al-Libbi oder al-Liby, ist ein mutmaßliches Mitglied der Terrororganisation al-Qaida und nach Aiman az-Zawahiri eines der ranghöchsten Mitglieder der Organisation. Er galt als enger Vertrauter von Bin Laden.

## Leben
Al-Libi wurde in Libyen geboren.
Nach der Verhaftung von Chalid Scheich Mohammed im März 2003 soll al-Libi zum Chefplaner und Militärchef der Organisation aufgestiegen sein. Er gehörte zu den fünf meistgesuchten Terroristen Pakistans, da vermutet wird, dass er Drahtzieher von zwei gescheiterten Anschlägen im Jahr 2003 auf den pakistanischen Präsidenten Pervez Musharraf gewesen sei. Auf seinen Kopf war in Pakistan eine Belohnung von 260.000 Euro ausgesetzt, zusätzlich zu einem 10 Millionen US-Dollar hohen Kopfgeld aus den USA.
Nach Angaben aus pakistanischen Sicherheitskreisen und der US-Regierung wurde al-Libi am ersten Mai-Wochenende 2005 in Mardan im Stammesgebiet Nord-Wasiristan unbewaffnet gefasst, rund 150 Kilometer südwestlich der Hauptstadt Islamabad, zusammen mit fünf weiteren Al-Qaida-Mitgliedern.
Ob der verhaftete Abu Faradsch al-Libi tatsächlich zur oberen Führungsebene von al-Qaida gehört, oder ob er auf Grund einer Namensähnlichkeit mit der tatsächlichen Nummer 3 von al-Qaida verwechselt worden ist, ist derzeit noch nicht geklärt.